# Vrata, Dravograd
Vrata so naselje v Občini Dravograd.